# Матюхін Володимир Олександрович
Володимир Олександрович Матюхін (11 червня 1931, с. Петропавлівка, Братський район, Миколаївська область, Україна — 13 лютого 2020) — радянський фізіолог. Академік Національної академії наук Білорусії (1995), академік Академії медичних наук СРСР (1986), Російської академії медичних наук (1991), доктор медичних наук (1965), професор (1977).

## Біографія
Закінчив Воєнно-Морський факультет 1-го Ленінградського медичного інститута (1953). У 1953—1979 рр. служив на Военно-Морському Флоті лікарем частини, головним спеціалістом радіотоксікології Тихоокеанського флоту, в 1966—1978 рр. — член секції оборонних проблем Президії АН СРСР (м. Новосибірськ). У 1978—1988 рр. — директор Інституту фізіології Сибірського відділення АМН СРСР. У 1988—1993 рр. — директор НДІ радіаційної медицини Міністерства охорони здоров'я Республіки Білорусь, у 1994—2005 рр. — головний науковий співробітник Інституту фізіології Національної академії наук Білорусії. З 2005 р. — професор Московської медичної академії ім. І. М. Сеченова.
Наукові роботи присвячені проблемам екології, біоніки, біоритмології, радіаційної медицини. Досліджував фізіологію здорової людини при переїзді його до умови мусонного клімату Далекого Сходу. Обґрунтував і сформулював основні положення висунутої концепції динамічної регіональної (географічної) норми фізіологічних показників. Розробив фізіологію і хроноекологію географічних переміщень, пов'язаних зі зміною людиною природно-кліматичних і соціально-виробничих умов. Здійснив комплексні дослідження еколого-фізіологічних і еколого-радіаційних проблем людини після Чорнобильської катастрофи. Розробляє системи життєзабезпечення після великих радіаційних катастроф.

## Нагороди
Нагороджений Орденом Франциска Скорини (2002) та різними медалями.

## Наукові роботи
- Биоклиматология человека в условиях муссонов. Л..: Наука, 1971.
- Биоэнергетика и физиология плавания рыб. Новосибирск: Наука, 1973.